# Bermuda Open 1995
Il Bermuda Open 1995 è stato un torneo di tennis giocato sulla terra rossa. È stata la 3ª edizione del Bermuda Open che fa parte della categoria World Series nell'ambito dell'ATP Tour 1995. Si è giocato a Bermuda dal 17 al 23 aprile 1995.

## Campioni

### Singolare
Mauricio Hadad ha battuto in finale  Javier Frana con il punteggio di 7–6(5), 3–6, 6–4

### Doppio
Grant Connell /  Todd Martin hanno battuto in finale  Brett Steven /  Jason Stoltenberg con il punteggio di 7–6, 2–6, 7–5